# Business Class
Business Class — деловая газета Пермского края. Выходит в еженедельном режиме, по понедельникам. На сайте business-class.su размещаются актуальные новости и статьи, материалы свежего номера газеты, также содержится архив всех номеров.

## История и руководство
Газета была создана в августе 2004 года. 13 сентября 2004 года был выпущен первый номер.
Учредитель издания — ООО «Центр деловой информации» (учредители ООО — группа физических лиц, включая менеджмент газеты). Директор — Светлана Мазанова, главным редактором с момента основания издания и до 2022 года был Вадим Сковородин.
Вадим Сковородин покидал пост главного редактора с января 2011 по июнь 2012 года и работал советником Главы Перми Игоря Сапко.
В течение 1,5 лет обязанности главного редактора газеты  Business Class исполняли Любовь Анкудинова и Андрей Прудников.
С 9 января 2023 года главным редактором Business Class назначен Владимир Владимиров.

## Деятельность
Первые номера газеты выходили на 16 полосах, сейчас стандартное количество полос — 24–28. Основные рубрики газеты — «Экономика», «Политика», «Тема номера», «Персона» и т.д. В качестве отдельных приложений выходят тематические страницы, посвящённые недвижимости (Building bc). Главные ежегодные проекты газеты — «ТОП-300 — рейтинг трёхсот крупнейших предприятий Пермского края» и «ТОП-300 — рейтинг трёхсот малых предприятий региона». Оба рейтинга уникальны для Пермского края, содержат информацию об объёмах выручки, чистой прибыли, рентабельности и других основных экономических показателях по итогам года по всем основным предприятиям региона.
По данным социологических исследований, проводимых пермским институтом Урал-ИНСО, по итогам 2012—2014 годов Business Class была признана самой читаемой среди деловых газет Пермского края.
В октябре 2012 года обновила дизайн издания. Главной задачей нового дизайна было сделать газету более красочной, удобной для чтения, не изменяя в то же время её идее. Разработкой дизайна занималась пермская компания Level Design. В марте 2019г. редакция Business Class совместно с Общественной палатой Пермского края и Ассоциацией «Пермь-Оксфорд» провели в Перми международную конференцию «Современные тенденции развития современной журналистики». В октябре 2020 года  совместно с Ассоциацией «Пермь-Оксфорд» издание организовало серию онлайн-лекций для студентов и журналистов Перми о профессиональных секретах написания текстов.

## Награды
- 2006 год — редакция газеты Business Class награждена дипломом администрации Пермского края «За наиболее объективное, профессиональное, регулярное освещение политических процессов в Пермском крае»[13] [14].

- 2007 год — газета стала финалистом всероссийского конкурса «Газетный дизайн».

- 2007 год — в конкурсе «Грани успеха 2007», организатором которого выступила «Российская гильдия риэлтеров. Пермский край», газета Business Class признана лучшим изданием в номинации «Компетентное освещение рынка недвижимости».

- 2010 год — издание подтвердило статус, получив в конкурсе «Грани успеха 2010» диплом «Лучшее СМИ, освещающее рынок недвижимости и строительства Пермского края»[15].

- 2017 год — газета Business Class признана лучшим региональным деловым изданием России в конкурсе, проводимом Торгово-промышленной палатой РФ.

- 2018 год — газета Business Class заняла первое место в номинации «Лучшее общественно-политическое, деловое СМИ» в конкурсе «Рублевая зона», который проводится при поддержке Комитета Государственной Думы РФ по финансовому рынку.